# NGC 7126
NGC 7126 est une galaxie spirale située dans la constellation de l'Indien. Sa vitesse par rapport au fond diffus cosmologique est de 2 851 ± 9 km/s, ce qui correspond à une distance de Hubble de 42,1 ± 2,9 Mpc (∼137 millions d'al). NGC 7126 a été découverte par l'astronome britannique John Herschel en 1835.

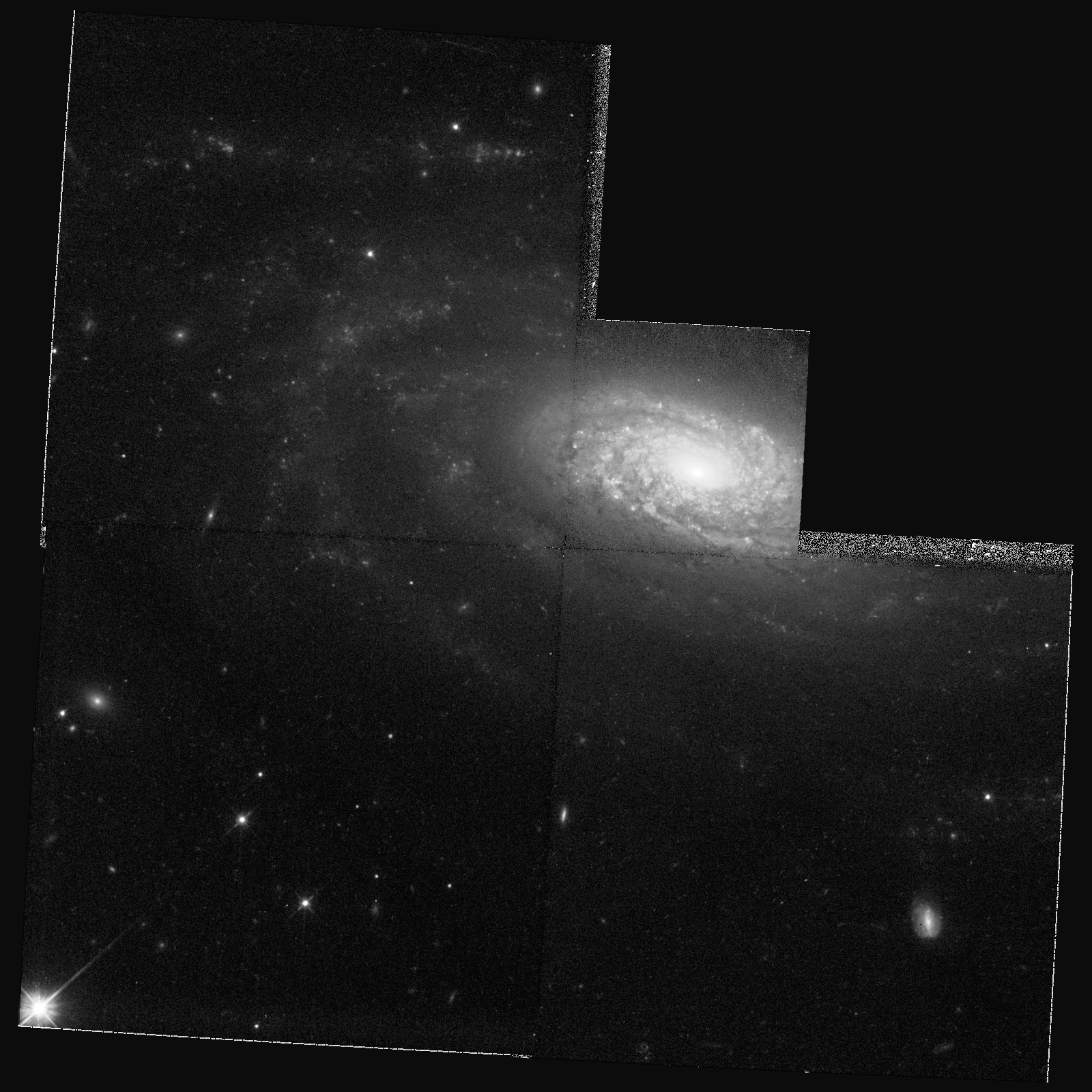
NGC 7126 par le télescope spatial Hubble.

La classe de luminosité de NGC 7126 est III et elle présente une large raie HI. Selon la base de données Simbad, NGC 7126 est une galaxie active de type Seyfert 2.
À ce jour, 15 mesures non basées sur le décalage vers le rouge (redshift) donnent une distance de 40,440 ± 3,657 Mpc (∼132 millions d'al), ce qui est à l'intérieur des valeurs de la distance de Hubble.

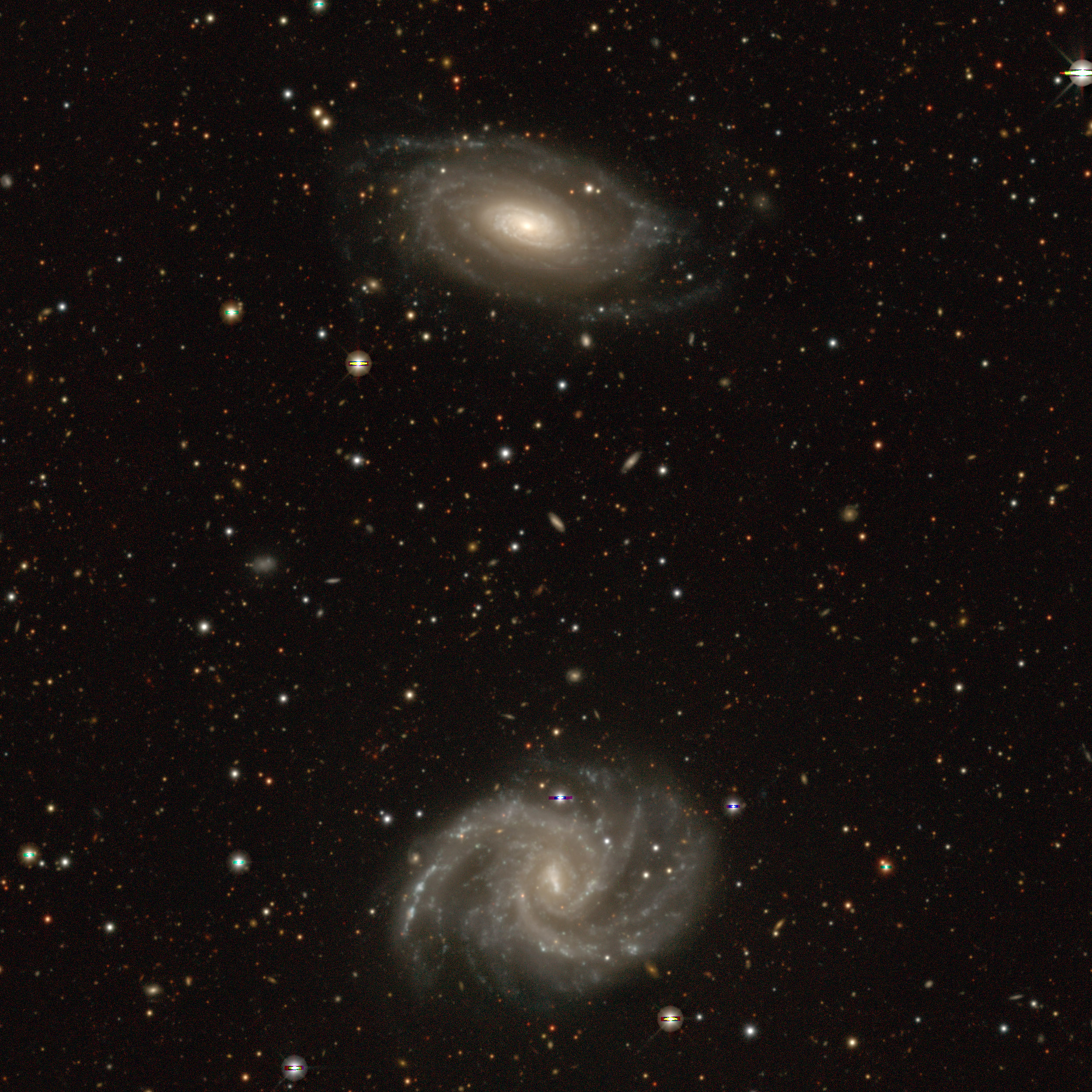
La paire de galaxies NGC 7125 et NGC 7126 (au nord) par le groupe «Legacy Surveys DR10 ».

Selon Soares et ses collègues, NGC 7125 et NGC 7126 forment une paire de galaxies. La distance de Hubble de NGC 7125 est de 44,5 ± 3,1 Mpc (∼145 millions d'al), ce qui confirme que les deux galaxies sont rapprochées et qu'elles forment probablement une paire réelle. La base de données Simbad mentionne aussi que NGC 7125 fait par d'une paire de galaxies.